# Lijst van burgemeesters van Breskens
Dit is een lijst van burgemeesters van de voormalige Nederlandse gemeente Breskens tot die gemeente in 1970 opging in de gemeente Oostburg.
| Ambtsperiode | Naam burgemeester                     | Partij of stroming | Bijzonderheden                                                                         |
| ------------ | ------------------------------------- | ------------------ | -------------------------------------------------------------------------------------- |
| 1796 - 1797  | Adriaan de Priester                   |                    | agent municipal                                                                        |
| 1797 - 1804  | Isaac de Hulster                      |                    | agent municipal, daarna maire                                                          |
| 1804 - 1806  | Christiaan van Overbeeke              |                    | maire                                                                                  |
| 1807 - 1808  | David Luteijn                         |                    | maire                                                                                  |
| 1808 - 1817  | Jan François Gillard                  |                    | maire, later burgemeester                                                              |
| 1817 - 1824  | Abraham Luteijn de oude (1749-1824)   |                    | schout; broer van David Luteijn                                                        |
| 1824 - 1835  | Adriaan Dirckx                        |                    | schout, daarna burgemeester                                                            |
| 1835 - 1840  | Abraham Becu                          |                    | burgemeester                                                                           |
| 1840 - 1854  | Abraham Luteijn (1788-1855)           |                    | zoon van Abraham Luteijn de oude                                                       |
| 1854 - 1860  | Marinus Mattheus Meijer               |                    |                                                                                        |
| 1860 - 1870  | Pieter Jacobus van Santen             |                    |                                                                                        |
| 1870 - 1872  | Christiaan Johannis Cornelis          |                    | tevens genees-, heel- en verloskundige                                                 |
| 1873 - 1876  | Willem Gijsbertus Johannes Verweij    |                    |                                                                                        |
| 1876 - 1878  | Dirk Mulder                           |                    | later burgemeester van Nisse, Driewegen en Ovezande                                    |
| 1879         | Bernardus van Moerkerken              |                    |                                                                                        |
| 1879 - 1908  | Johan Gerard Gerritsen                |                    | tevens burgemeester van Groede en Nieuwvliet (beide 1881-1908)                         |
| 1909 - 1911  | Pieter Hermanus Gijsbertus Montenberg |                    | later burgemeester van Boskoop                                                         |
| 1911 - 1937  | Dingeman Hendrik van Zuijen           |                    |                                                                                        |
| 1937 - 1941  | mr. Johannes Paulus Drost             |                    | later burgemeester van Borculo                                                         |
| 1941 - 1942  | Jan Abraham Eekhout                   |                    | waarnemend                                                                             |
| 1942 - 1944  | Izaak Antonie de Moor                 | NSB                | in september 1944 gevlucht, nadien tot zijn arrestatie in 1945 burgemeester van Aalten |
| 1946 - 1970  | Jan Abraham Eekhout                   |                    | vanaf 1969 waarnemend, tevens waarnemend burgemeester van Hoofdplaat                   |